# Magnolia acuminata
Magnolia acuminata este o specie de plante din genul Magnolia, familia Magnoliaceae. A fost descrisă pentru prima dată de Carl von Linné, și a primit numele actual de la Carl von Linné.

## Subspecii
Această specie cuprinde următoarele subspecii:
- M. a. acuminata
- M. a. subcordata